# Temporada de furacões no oceano Atlântico de 1996
A temporada de furacões no Atlântico de 1996 foi um evento no ciclo anual de formação de ciclones tropicais. A temporada começou em 1 de junho e terminou em 30 de novembro de 1996. Estas datas delimitam convencionalmente o período de cada ano quando a maioria dos ciclones tropicais tende a se formar na bacia do Atlântico.
A atividade da temporada de furacões no Atlântico de 1996 ficou acima da média, com um total de 14 tempestades dotadas de nome e dez furacões, sendo que seis destes atingiram a intensidade igual ou superior a um furacão de categoria 3 na escala de furacões de Saffir-Simpson.
A temporada começou efetivamente em 17 de junho com a formação da tempestade tropical Arthur. Em meados de julho, o furacão Bertha atingiu a costa leste dos Estados Unidos, causando mais de 270 milhões de dólares em prejuízos. Ainda naquele mês, o furacão Cesar foi o primeiro furacão a atingir a Nicarágua em 8 anos. Cesar segiu para o Pacífico e tornou-se o intenso furacão Douglas. Em setembro, o furacão Fran atingiu a costa leste dos Estados Unidos como um furacão de categoria 3, causando 26 mortes e mais de 3,2 bilhões de dólares em prejuízos. Naqueles dias, o furacão Hortense causou severa destruição nas Grandes Antilhas, principalmente Porto Rico e República Dominicana, causando 21 fatalidades e 127 milhões de dólares em prejuízos.

## Nomes das tempestades
Os nomes seguintes foram usados para dar nomes a tempestades que se formaram em 1996 no oceano Atlântico. Esta é a mesma lista usada na temporada de 1990, exceto por Diana e Klaus, que foram substituídos por Dolly e Kyle.
| - Arthur - Bertha - Cesar - Dolly - Edouard - Fran - Gustav | - Hortense - Isidore - Josephine - Kyle - Lili - Marco - Nana (sem usar) | - Omar (sem usar) - Paloma (sem usar) - Rene (sem usar) - Sally (sem usar) - Teddy (sem usar) - Vicky (sem usar) - Wilfred (sem usar) |

Devidos aos impactos causados pelos furacões Cesar, Fran e Hortense, seus nomes foram retirados e substuídos por Cristobal, Fay e Hanna, que foram usados na temporada de 2002.